# TrES-4
TrES-4b é um exoplaneta. Foi descoberto em 2006, e anunciado em 2007, pela Transatlantic Exoplanet Survey, usando o método de trânsito. Na época de sua descoberta, o TrES-4b era o maior exoplaneta confirmado já encontrado, agora mais de 10 planetas maiores já foram descobertos. Está a aproximadamente 1400 anos luz (430 pc) orbitando a estrela GSC02620-00648, na constelação de Hércules.

## Características físicas
TrES-4 é 80% maior que Júpiter, sendo um dos maiores planetas conhecidos do universo. Este planeta faz uma translação completa em volta de sua estrela-mãe a cada 3,553 dias. A sua atmosfera é extremamente quente sendo sua temperatura aproximada a 1,5 mil °C. Tem uma densidade de apenas 0,2 gramas por centímetro cúbico (semelhante a uma rolha), e por isso, o planeta foi apelidado de "Planeta-cortiça".
"Provavelmente não existe uma superfície plana no planeta", afirmou Georgi Mandushev, um dos investigadores do Lowell Obervatory, acrescentando que “afundar-nos-íamos nele".
Para os cientistas que trabalham neste projecto e para Mandushev, o principal responsável pelo artigo a anunciar a descoberta, publicado no Astrophysical Jornal Letters, há a hipótese de existirem mais planetas na mesma constelação.

## Descoberta e nomeação
Foi descoberto pelo Lowell Observatory em conjunto com o California Institute of Technology’s Palomar Observatory e telescópios colocados as Ilhas Canárias, em Espanha. Foi sinalizado pela primeira vez na Primavera de 2006, tendo a descoberta sido confirmada mais tarde por cientistas da Universidade de Harvard e do W.M. Keck Observatory, no Hawai.
O nome deste planeta advém de Trans-Atlantic Exoplanet Survey (TrES), que é o nome do projecto que agrupa os cientistas autores da descoberta, e o número 4 por tratar-se do quarto planeta que o grupo de astrónomos descobre.